# Natanael Berg
Pour les articles homonymes, voir Berg.
Carl Natanael Rexroth-Berg (né le 9 février 1879 à Stockholm et décédé dans cette même ville le 14 octobre 1957) est un compositeur suédois.

## Biographie
Berg suit l'école vétérinaire et commence l'apprentissage de la musique en autodidacte puis au Conservatoire de Stockholm sous la houlette de Johan Lindegren. Il est vétérinaire dans l'armée suédoise jusqu'en 1939 puis se lance dans la seule composition.

## Œuvres
Son style musical tient du romantique tardif. Son répertoire comprend cinq opéras, deux ballets, cinq symphonies, des poèmes symphoniques, un concerto pour piano, un concerto pour violon, une sérénade pour violon et orchestre, un quintette avec piano, des ballades, des lieder et des pièces pour piano.

## Répertoire chronologique
- Saul och David, 1907 ;
- Eros vrede, 1907 ;
- Traumgewalten, poème symphonique, 1910 ;
- Leila, opéra, 1910 ;
- Mannen och kvinnan, 1911 ;
- Predikaren, 1911 ;
- Symphonie n° 1 Alles endet was entstehet, 1913 ;
- Varde Ljus, poème symphonique, 1914 ;
- Älvorna, ballet, 1914 ;
- Israels lovsång, 1915 ;
- Symphonie n° 2 Årstiderna, 1916 ;
- Symphonie n° 3 Makter, 1917 ;
- Quintette avec piano , 1917 ;
- Die badenden Kinder, 1918 ;
- Concerto pour violon, 1918 ;
- Symphonie n° 4 Pezzo Sinfonico, 1918 ;
- Sensitiva, ballet, 1919 ;
- Quatuor à cordes, 1919 ;
- Hertiginnans friare, ballet, 1920 ;
- Sérénade pour violon et orchestre, 1923 ;
- Symphonie n° 5 Trilogia delle passioni, 1924 ;
- Höga Visan, 1925 ;
- Engelbrekt, opéra, 1928 (Engelbrecht, Brunswick, 1933) ;
- Concerto pour piano, 1931 ;
- Judith, opéra, 1935 ;
- Birgitta, opéra, 1942 ;
- Genoveva, opéra, 1944–46 ;
- Tre konungar, Part 1, opéra (incomplet), 1950–1954, orchestré jusqu'en 1957.

## Sources
- (en) Cet article est partiellement ou en totalité issu de l’article de Wikipédia en anglais intitulé « Natanael Berg » (voir la liste des auteurs).
- Storm Bull, Index to biographies of contemporary composers, vol. II, Scarecrow Press, Metuchen, N.J., 1974 ;
- Hans-Gunnar Peterson, Stig Jacobsson, Swedish composers of the 20th century, Svensk musik, Stockholm, 1988 ;
- Stanley Sadie, The new Grove dictionary of music and musicians, Macmillan, Londres, 1980.